# ISO 3166-2:SY
ISO 3166-2:SY es el código para Siria en ISO 3166-2, parte del patrón de normalización ISO 3166 publicado por la Organización Internacional de Normalización (ISO), que define los códigos para los nombres de las principales subdivisiones (regiones, provincias, etc) de todos los países codificados en ISO 3166-1.
En la actualidad, los códigos de Siria en la ISO 3166-2 se definen para 14 provincias.
Cada código consta de dos partes, separadas por un guion. La primera parte es SY, el código ISO 3166-1 alpha-2 de SIria. La segunda parte tiene dos letras.

## Códigos actuales
Los nombres de las subdivisiones figuran en la lista según el patrón publicado por la Agencia de Mantenimiento del ISO 3166-2 (ISO 3166/MA).
Pulsa sobre el botón en el encabezado de cada columna para clasificar.
| Código | Nombre de la subdivisión (ar) (BGN/PCGN 1956) |
| ------ | --------------------------------------------- |
| SY-HA  | Al Ḩasakah                                    |
| SY-LA  | Al Lādhiqīyah                                 |
| SY-QU  | Al Qunayţirah                                 |
| SY-RA  | Ar Raqqah                                     |
| SY-SU  | As Suwaydā'                                   |
| SY-DR  | Dar'ā                                         |
| SY-DY  | Dayr az Zawr                                  |
| SY-DI  | Dimashq                                       |
| SY-HL  | Ḩalab                                         |
| SY-HM  | Ḩamāh                                         |
| SY-HI  | Ḩimş                                          |
| SY-ID  | Idlib                                         |
| SY-RD  | Rīf Dimashq                                   |
| SY-TA  | Ţarţūs                                        |